# 上伏塔共和國
上沃尔特共和國（法語：République de Haute-Volta）是現在的西非國家布吉納法索在1958年—1984年的旧國名。
上沃尔特自1895年起成為法國的殖民地，法屬西非的一部分。1958年12月11日，上沃尔特成為自治共和國。1960年8月5日，上沃尔特共和国正式獨立。
1984年，時任上沃尔特總統托馬·桑卡拉將國名改為現在的布吉納法索。

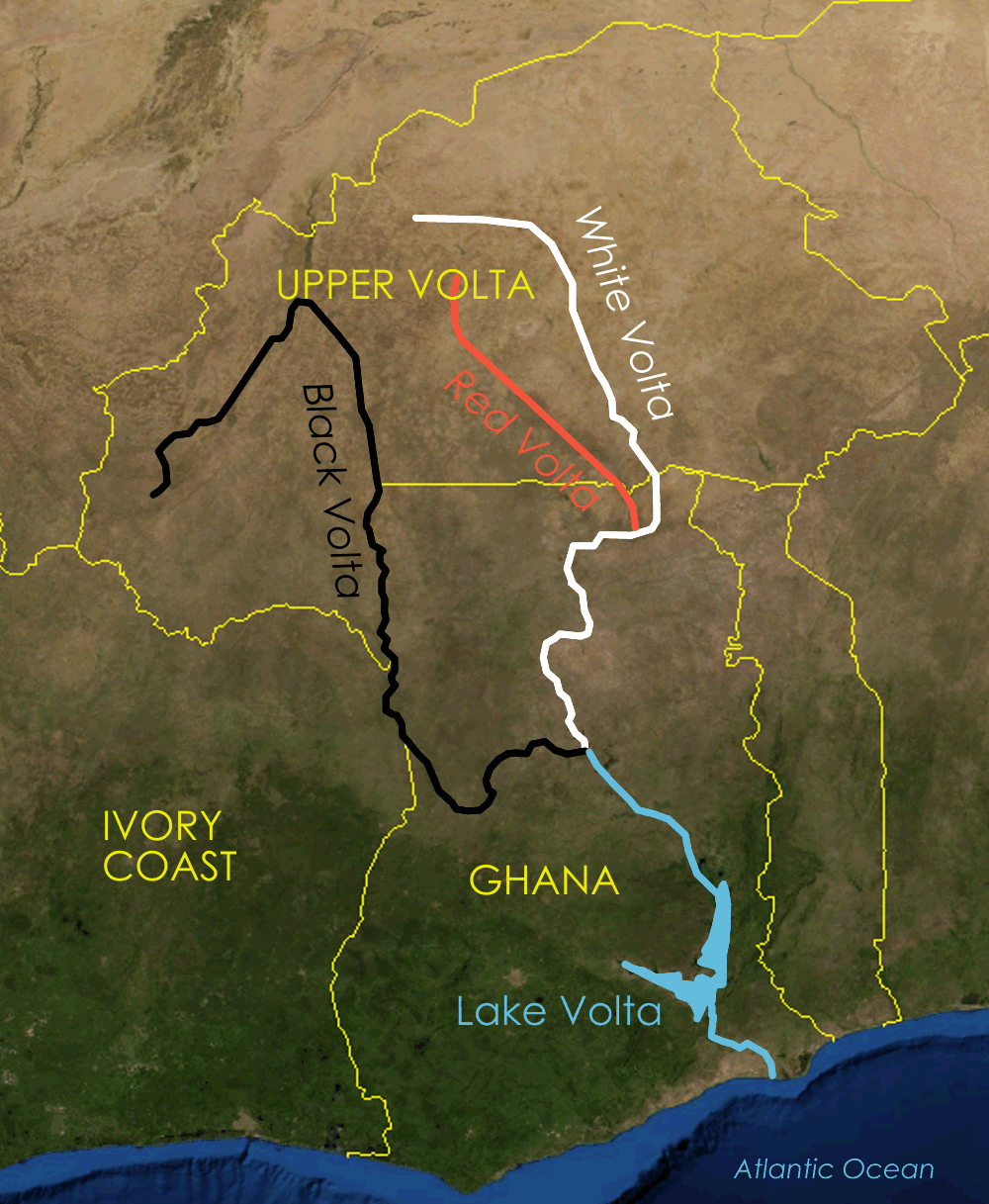
上沃尔特得名于贯穿其境内的三条河流：黑沃尔特河（穆翁河）、白沃尔特河（纳卡姆贝河）和红沃尔特河（那日农河）的上游部分，故黑白红三色也成为上沃尔特国旗的颜色

## 介紹
上沃爾特共和國（法語：Haute-Volta）是在1958年12月11日成立的西非內陸國家。成為法蘭西殖民帝國自治殖民地前，曾是法屬西非和法蘭西共同體的一部分。在1960年8月5日，它完全自法國獨立。
1983年8月4日，以前總理托馬斯·桑卡拉为代表的左派革命力量发动有“八四革命”之称的軍事政變上台，組建全國革命委員會（CNR）。在他領導下，1984年8月4日將國名從上沃爾特更名為布基纳法索，意思為「正人君子之国」。
「上沃爾特」是指位於該國的沃尔特河上游。這條河在上游在分為黑沃尔特河，白沃尔特河和紅沃尔特河三部分。上沃爾特國旗顏色與其互相呼應。